# Athanas rhothionastes
Athanas rhothionastes is een garnalensoort uit de familie van de Alpheidae. De wetenschappelijke naam van de soort is voor het eerst geldig gepubliceerd in 1960 door Banner & Banner.